# Ісмаїл Оган
Ісмаїл Оган (тур. İsmail Ogan; 5 березня 1933, село Маджун, провінція Анталія — 26 квітня 2022) — турецький борець вільного стилю, срібний та дворазовий бронзовий призер чемпіонатів світу, чемпіон та срібний призер Олімпійських ігор.

## Спортивні результати на міжнародних змаганнях

### Виступи на Олімпіадах

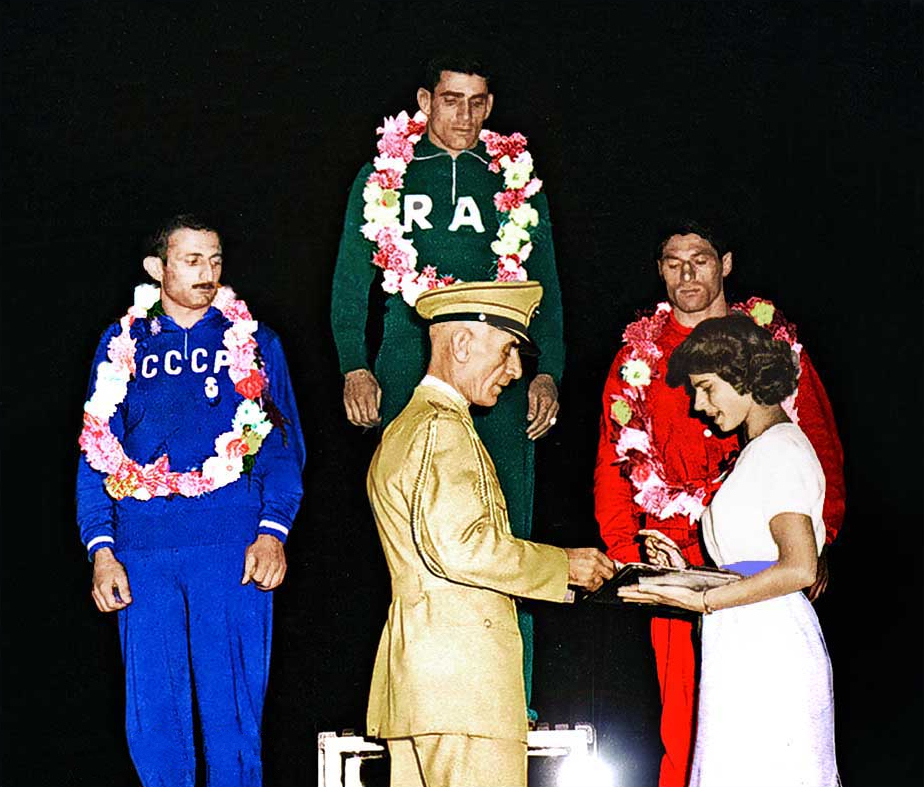
(зліва — направо) Вахтанг Балавадзе, Емам-Алі Хабібі та Ісмаїл Оган (у червоному) на п'єдесталі чемпіонату світу 1959 року в Тегерані

| Змагання                    | Збірна    | Вагова категорія          | Місце  |
| --------------------------- | --------- | ------------------------- | ------ |
| Літні Олімпійські ігри 1960 | Туреччина | вільна боротьба, до 73 кг | Срібло |
| Літні Олімпійські ігри 1964 | Туреччина | вільна боротьба, до 78 кг | Золото |

### Виступи на Чемпіонатах світу
| Змагання                        | Збірна    | Вагова категорія          | Місце  |
| ------------------------------- | --------- | ------------------------- | ------ |
| Чемпіонат світу з боротьби 1957 | Туреччина | вільна боротьба, до 73 кг | Срібло |
| Чемпіонат світу з боротьби 1959 | Туреччина | вільна боротьба, до 73 кг | Бронза |
| Чемпіонат світу з боротьби 1961 | Туреччина | вільна боротьба, до 79 кг | 4      |
| Чемпіонат світу з боротьби 1963 | Туреччина | вільна боротьба, до 78 кг | Бронза |